# Паризький диспут
Паризький диспут, також відомий як суд над Талмудом мав місце у 1240 році у дворі правлячого короля Франції Людовіка IX Святого.

## Причина
Причиною диспуту була реакція Папи Римського Григорія IX на отриману ним від єврея, який перейшов у християнство і став ченцем-францисканцем, Ніколя Доніна, доповідь про зміст Талмуду.
Донін 1239 року поїхав у Рим і подав римському папі доповідь, що складається з 35 глав, у яких він звинувачував Талмуд у нарузі над християнством, богохульстві, блюзнірстві, ворожості до християн та іншому. Доповідь містила перекладені латинською мовою витяги з Талмуду.
Доповідь справила на папу Григорія IX сильне враження. Він розіслав вимоги до християнських королів і архієпископів, у яких просив вилучити копії Талмуду, передати їх францисканцям і домініканцям для вивчення, а в разі підтвердження того, що вони містять антихристиянську інформацію і заклики — знищити.

## Диспут
На заклик Папи Римського відгукнувся правлячий король Франції Людовік IX (Людовик Святий).
Дебати почалися 12 червня 1240 року. Ніколя Донін представляв християнську сторону. Чотири найвідоміші рабини Франції, на чолі яких стояв голова паризької єшиви Ієхіель, захищали Талмуд від звинувачень Доніна.
Як звинувачення, наприклад, наводилися положення з Талмуду, коли хтось на ім'я Ісус вирушає в пекло, щоб вічно варитися в екскрементах, а хтось на ім'я Марія, яку Донін ідентифікував як Діву Марію, матір Ісуса, розглядається як повія. Донін також вказував на приписи Талмуду, які дозволяють євреям убивати неєвреїв, а також обдурювати християн і ламати обіцянки, дані християнам, без докорів сумління.

## Підсумки
Комісія християнських богословів засудила Талмуд до спалення, а 17 червня 1244 року двадцять чотири вози єврейських релігійних рукописів, зібраних зі всієї Франції, були публічно спалені на Гревській площі. Переклади Талмуду з івриту неєврейськими мовами розкрили покров над єврейським дискурсом, що обурювало євреїв як глибоке порушення.
Знищення талмудичних книг підірвало єврейську науку у Франції, призвело до скорочення рабинських шкіл і швидкого згасання діяльності тоссафістів.